# Helmut Zacharias
Helmut Zacharias (Berlim, 27 de janeiro de 1920 — Brissago, 28 de fevereiro de 2002) foi um violinista e compositor alemão que criou mais de 400 obras e vendeu 14 milhões de discos. Ele também apareceu em vários filmes, geralmente tocando músicas.
No Brasil, tornou-se notório por conta de algumas músicas que tocam nos seriados Chaves e Chapolin, como "Crazy violins" e "The boy on the carousel", ambas que tocam no episódio "O Parque de Diversões".
Nos anos 50, ele era considerado um dos melhores violinistas de jazz da Europa e foi apelidado de "The Magic Violinist" e "Germany's Mr. Violin".
Em 1985, ele foi agraciado com uma Ordem do Mérito da República Federal da Alemanha.

## Carreira Musical
Filho de um violinista e maestro, com uma cantora. [2] Zacharias começou a ter aulas com seu pai com 2 anos e meio de idade. Aos 6 ele tocou no Faun club, um cabaré na Friedrichstraße em Berlim.
Aos 8 anos, Zacharias se tornou o aluno mais jovem da masterclass de Gustav Havemann na Academia de Música de Berlim. Aos 11 anos, ele tocou no rádio pela primeira vez com uma performance do Concerto para violino No. 3 em Sol maior de Mozart e teve sua primeira turnê em 1934, com 14 anos de idade.  Nessa época, na década de 1930, os discos de jazz de Django Reinhardt e Stéphane Grappelli estavam disponíveis na Alemanha e influenciaram fortemente o estilo musical de Zacharias
Em 1940, Zacharias foi descoberto pela gravadora Lindström-Electrola (a então filial alemã da EMI) e em 1941 teve seu primeiro sucesso mainstream com "Schönes Wetter Heute".
Em 1956 ele alcançou seu maior sucesso nos Estados Unidos com o lançamento de "When the White Lilacs Bloom Again" que, em 22 de setembro, alcançou a posição 12 na Billboard Hot 100.
Zacharias mudou-se para a Suíça no final dos anos 1950 e continuou tocando com muitos outros artistas famosos, incluindo Yehudi Menuhin.
Em 21 de novembro de 1964, ele alcançou a posição 9 no UK Singles Chart com Tokyo Melody após seu uso como música tema para a cobertura da BBC dos Jogos Olímpicos de Verão de 1964.
Em 1964 produziu uma série de programas para a rádio Südwestfunk Baden-Baden e de 1968 a 1973 apareceu em seu próprio programa de televisão na emissora ZDF.

## Morte
Zacarias foi detectado como sofrendo de doença de Alzheimer em 1995 e se aposentou da vida pública em 1997, antes de o fato ser publicamente reconhecido no Dia Mundial de Alzheimer em 2000. Ele morreu em 2002 em Brissago, Suíça, por complicações dessa doença, e está enterrado no Cemitério de Ohlsdorf em Hamburgo.

## Legado
Documentos, partituras, registros e manuscritos de Helmut Zacharias foram legados aos Arquivos de Compositores Alemães em 2006.

### Na Cultura Popular
Na 6ª parte da saga "Hunsrück Heimat - Eine deutsche Chronik", o autor Edgar Reitz dedicou uma pequena homenagem a Helmut Zacharias no papel de um jovem soldado com seu nome que estava estacionado em Hunsrück durante a Segunda Guerra Mundial com a defesa aérea e que tocou violino em um "casamento à distância".

## Prêmios e Honrarias
Ao longo de sua carreira, Helmut Zacharias ganhou vários prêmios. Os mais notáveis estão listados abaixo:
| Ano  | Prêmio                                           |
| ---- | ------------------------------------------------ |
| 1938 | Bernhard Molique Awards                          |
| 1938 | Prêmio Fritz Kreisler                            |
| 1956 | Grand Prix du Disque                             |
| 1985 | Ordem do Mérito da República Federal da Alemanha |
| 1995 | Prêmio Bambi                                     |

## Discografia
- 12 Violin Sonatas, Op.2 (Vivaldi) (1953)
- Ich liebe deinen Mund (1955)
- Hello, Scandinavia (1958)
- Holiday in Spain (1959)
- Two Million Strings with Werner Müller (1959)
- Songs of Old Russia (1959)
- Candelight Serenade (1960)
- The Best of Everything (1961)
- A Violin Sings (1962)
- On Lovers' Road (1963)
- Candlelight Serenade (1965)
- De Gouden Plaat Van Helmut Zacharias (1967)
- Happy Strings Happy Hits (1967)
- James Last Meets Helmut Zacharias (1967)
- Happy Strings of Zacharias (1968)
- Light My Fire (1968)
- Mexico Melody (1968)
- Zacharias Plays The Hits (1969)
- Zacharias Plays Verdi & Puccini (1970)
- Zacharias Plays Verdi & Bizet (1970)
- Greatest Hits (1973)
- Buenos Días (1974)
- Swinging Hits (1977)
- Les Belles Années (1978)

## Filmografia
- Fonte:IMDB.com[11]

| Ano  | Filme                                   | Papel          | Info/Observações |
| ---- | --------------------------------------- | -------------- | ---------------- |
| 1949 | Hallo, Fräulein!                        | Músico         |                  |
| 1952 | Heimweh nach dir                        | Violinista     |                  |
| 1952 | Königin der Arena                       | Diretor        |                  |
| 1952 | Eine nette Bescherung                   |                | Telefilme        |
| 1953 | Das singende Hotel                      | Karli Alten    |                  |
| 1954 | An jedem Finger zehn                    | Músico         |                  |
| 1955 | Wie werde ich Filmstar?                 |                |                  |
| 1962 | Totò di notte n. 1                      |                |                  |
| 1963 | Jolanthe lässt bitten....               | Como ele mesmo | Telefilme        |
| 1964 | Silvester Show                          | Instrumentista | Telefilme        |
| 1966 | Von uns – für Sie!                      |                | Telefilme        |
| 1981 | So schön wie heut', so müßt' es bleiben | Músico         | Telefilme        |